# Melchizedek III (patriarcha Gruzji)
Melchizedek, imię świeckie Mikcheil Pchaladze (ur. 1876 w guberni tyfliskiej, zm. 1960) – Katolikos-Patriarcha Gruzji w latach 1952–1960.

## Życiorys
Pochodził z rodziny ubogiego duchownego prawosławnego. W wieku dziewięciu lat z woli rodziny podjął naukę w szkole duchownej. Następnie wstąpił do seminarium duchownego w Tyflisie, zaś w 1900 ukończył wyższe studia teologiczne w Kazańskiej Akademii Duchownej z tytułem kandydata nauk teologicznych. Interesował się również matematyką. Po ukończeniu studiów podjął pracę jako wykładowca w szkołach teologicznych Rosyjskiego Kościoła Prawosławnego. W 1915, jako mężczyzna żonaty, przyjął święcenia kapłańskie. Służył w eparchii podolskiej.
Wrócił do Gruzji po proklamowaniu autokefalii przez Gruziński Kościół Prawosławny w 1917. W 1925, po śmierci żony i córki, złożył wieczyste śluby mnisze i przyjął imię Melchizedek. W tym samym roku został wyświęcony na biskupa alawerdzkiego. Następnie otrzymał godność biskupa suchumskiego.
Od 1943 pełnił urząd metropolity urbniskiego. W 1952, po śmierci patriarchy Kalistrata, został wybrany na Katolikosa-Patriarchę Gruzji. Jako metropolita, a następnie patriarcha brał aktywny udział w ruchu na rzecz utrzymania pokoju na świecie, występując na infiltrowanych przez NKWD, a następnie KGB konferencjach chrześcijańskich przywódców religijnych na rzecz pokoju i rozbrojenia, w Związku Radzieckim i za granicą.
W czasie kampanii antyreligijnej prowadzonej w ZSRR przez Nikitę Chruszczowa nakazał wszystkim duchownym Gruzińskiego Kościoła Prawosławnego stale nosić riasy, pod rygorem utraty nagród cerkiewnych, a następnie suspensy.